# Krige Finland har været med i
Dette er en list over krige Finland har været involveret i.
| År        | Navn                  | Allierede                                                            | Fjender                      | Resultat                                                                   |
| --------- | --------------------- | -------------------------------------------------------------------- | ---------------------------- | -------------------------------------------------------------------------- |
| 1918      | Den finske borgerkrig | Skyddskåren Tyske Kejserige                                          | De røde Russiske SFSR        | Sejr - Russisk tilbagetrækning                                             |
| 1918-1922 | Heimosodat            | Finland Estland Republikken Øst Karelen Republikken Nordingermanland | Russiske SFSR Murmanlegionen | Tab - Repola & Porajärvi overførte til Sovjetunionen - Finland Fik Petsamo |
| 1939-1940 | Vinterkrigen          | Finland                                                              | Sovjetunionen                | Tab - Fredstraktaten i Moskva                                              |
| 1941-1944 | Fortsættelseskrigen   | Finland Tyskland                                                     | Sovjetunionen                | Tab - Våbenhvilen i Moskva                                                 |
| 1944-1945 | Laplandskrigen        | Finland                                                              | Tyskland                     | Sejr - Tysk tropper trække sig tilbage til Finmark                         |
| 2009-2021 | Krigen i Afghanistan  | Afghanistan International Security Assistance Force                  | Taliban                      | Tab - Taliban gentog magten                                                |